# 大山昇
大山 昇（おおやま のぼる、1964年12月10日  - ）は、日本の男性声優。群馬県出身。

## 人物
2007年4月まで大平プロダクション（一時期モアナ・ファクトリーにマネージメントを委託）に所属していた。大平透声優ゼミナール出身。
1987年から1989年にかけて、日本ソフトバンクの総合ゲーム誌「Beep」誌上にて「TAKE ON!(たけおん)」名義で執筆活動を行う。同誌の人気ライターの一人だった。

## 出演作品

### テレビアニメ
1999年
- スーパーマン（ペリー・ホワイト（初代）、マルコ、クリプトン星議員、他）

### 吹き替え
時期不明
- スターゲイト SG-1（マルコム・バレット、カール、ロシュア、ウォーレン、モーレム（初代）、助手（ブライアン・ドラモンド）、他）
- リズム・イングリッシュ

1999年
- オペレーション・ノア
- スターゲイト SG-1（技師）
- パワーレンジャー（ファルクス"バルク"バルクマイヤー（ポール・シュリアー）、スクワット、ドラモグラー、ライノブラスター、ターバンシェル、グレートキャノン、他）
- パワーレンジャー・ターボ・映画版・誕生!ターボパワー（ファルクス"バルク"バルクマイヤー（ポール・シュリアー）、格闘大会の選手）
- パワーレンジャー・ターボ（ファルクス"バルク"バルクマイヤー（ポール・シュリアー）、メタルマングラー）

2000年
- L.A.大捜査線 マーシャル・ロー
- シャーリー・ホームズの冒険（バジル、ディレクター）
- パワーレンジャー・イン・スペース（ファルクス"バルク"バルクマイヤー（ポール・シュリアー）、エレクトロトランプ、ラファエロ、警官）

2001年
- パワーレンジャー・ロスト・ギャラクシー（ファルクス"バルク"バルクマイヤー（ポール・シュリアー）、ジャスパー、コンピューターの声、他）
- ニキータ（アームス）
- ブラッダ（エイモン・ウォールド、黒人、漁師）

2003年
- アンドロメダ（ボディー・ガニヨン）
- 案山子男（グレッグ、エディ、ケン、他）

2004年
- マスター・アンド・ウォリアー
- マルコム in the Middle（ジョージ）

### ゲーム
- 雀豪ワールドカップ

### ラジオ
- エフモンのグッジョブ!

### 舞台
- 青い鳥（お父さん）
- アドベンチーナの花嫁（カルロス）
- 王女銃殺（川島浪速）
- 女五人集まれば
- 始皇帝（李斯）